# Hlohovec
Hlohovec (in ungherese: Galgóc; in tedesco: Freistadt an der Waag) è una città della Slovacchia, capoluogo del distretto omonimo, nella regione di Trnava.

## Storia
La prima fonte storica a riferire di Hlohovec, il Secondo documento Zobor, risale al 1113, quando viene menzionata una città col nome di Gálgóc. Nel 1362 Hlohovec ottenne il riconoscimento dei privilegi relativi all'essere una città. Le truppe ottomane presero la città e la annetterono al proprio impero nel 1663, mantenendone il controllo sino al 1685, anno in cui le truppe austriache ne sottrassero il controllo ai turchi.

## Monumenti

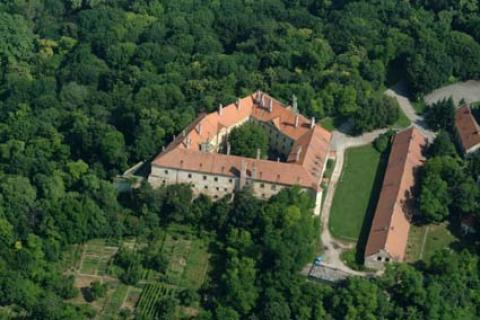
Il castello di Hlohovec

L'edificio più importante del luogo è un castello del 1720, costruito al posto di un insediamento slavo con roccaforte. Nel distretto del castello è inoltre presente il teatro imperiale, costruito nel 1802 ed un padiglione barocco.
Presso la piazza di San Michele è situata la chiesa gotica dedicata all'omonimo santo. Accanto alla chiesa si trova la cappella di sant'Anna risalente al XVIII secolo. Ai margini della parte settentrionale del centro cittadino è collocata la chiesa francescana, con relativo monastero, edificata nel 1492; parte del monastero è occupata dal Museo di Storia nazionale e Geografia.
Il luogo più visitato della città è il parco antistante il castello ed il suo laghetto, su cui si affacciano rare specie vegetali, soprattutto vecchi aceri montani.

## Società

### Evoluzione demografica
Secondo il censimento del 2001, la città è abitata da 23.729 cittadini; il 97,85% dei quali è slovacco, lo 0,72% rom e lo 0,63% ceco. Inoltre, il 79,58% della popolazione cittadina è cattolica, il 14,85% non è legata ad alcun culto ed il 2,44% è luterana.